# 23922 Tawadros
23922 Tawadros è un asteroide della fascia principale. Scoperto nel 1998, presenta un'orbita caratterizzata da un semiasse maggiore pari a 3,1032315 UA e da un'eccentricità di 0,1598183, inclinata di 3,95174° rispetto all'eclittica.